# Margaluyu (Tanjungsari)
Margaluyu is een bestuurslaag in het regentschap Sumedang van de provincie West-Java, Indonesië. Margaluyu telt 5273 inwoners (volkstelling 2010).